# Olynthus avoca
Olynthus avoca is een vlinder uit de familie van de Lycaenidae. De wetenschappelijke naam van de soort werd als Thecla avoca in 1867 gepubliceerd door William Chapman Hewitson.

## Synoniemen
- Olynthus albosignum Austin & Johnson, 1998